# سری ۵ (دکتر هو)
پنجمین سری سریال علمی-تخیلی بریتانیایی دکتر هو در تاریخ ۳ آوریل ۲۰۱۰ با قسمتی به نام یازدهمین ساعت شروع شد و با قسمت بیگ بنگ در تاریخ ۲۶ جون ۲۰۱۰ پایان یافت.